# Мирен-Костанєвиця
Община Мирен-Костанєвиця (словен. Občina Miren - Kostanjevica) — одна з общин в західній Словенії на кордоні з Італією. Основними поселеннями общини є Мирен і Костанєвиця-на-Красу. Мирен розташований у нижній частині долини річки Випава.

## Характеристика
Одна частина общини Мирен-Костанєвиці розташована в долині річки Випава і характеризується орними землями та садами, відомим як «Сад Гориція», друга частина сходить в область карстових відкладень.

## Населення
У 2009 році в общині проживало 4895 осіб, 2476 чоловіків і 2419 жінок. Чисельність економічно активного населення (за місцем проживання), 2029 осіб. Середня щомісячна чиста заробітна плата одного працівника (EUR), 823,17 (в середньому по Словенії 930). Приблизно кожен другий житель у громаді має автомобіль (64 автомобіля на 100 жителів). Середній вік жителів склав 42,6 років (в середньому по Словенії 41.4).